# Temps lunaire
 (avril 2025).
Le temps lunaire est la mesure du temps sur la lune.

## Chronologie

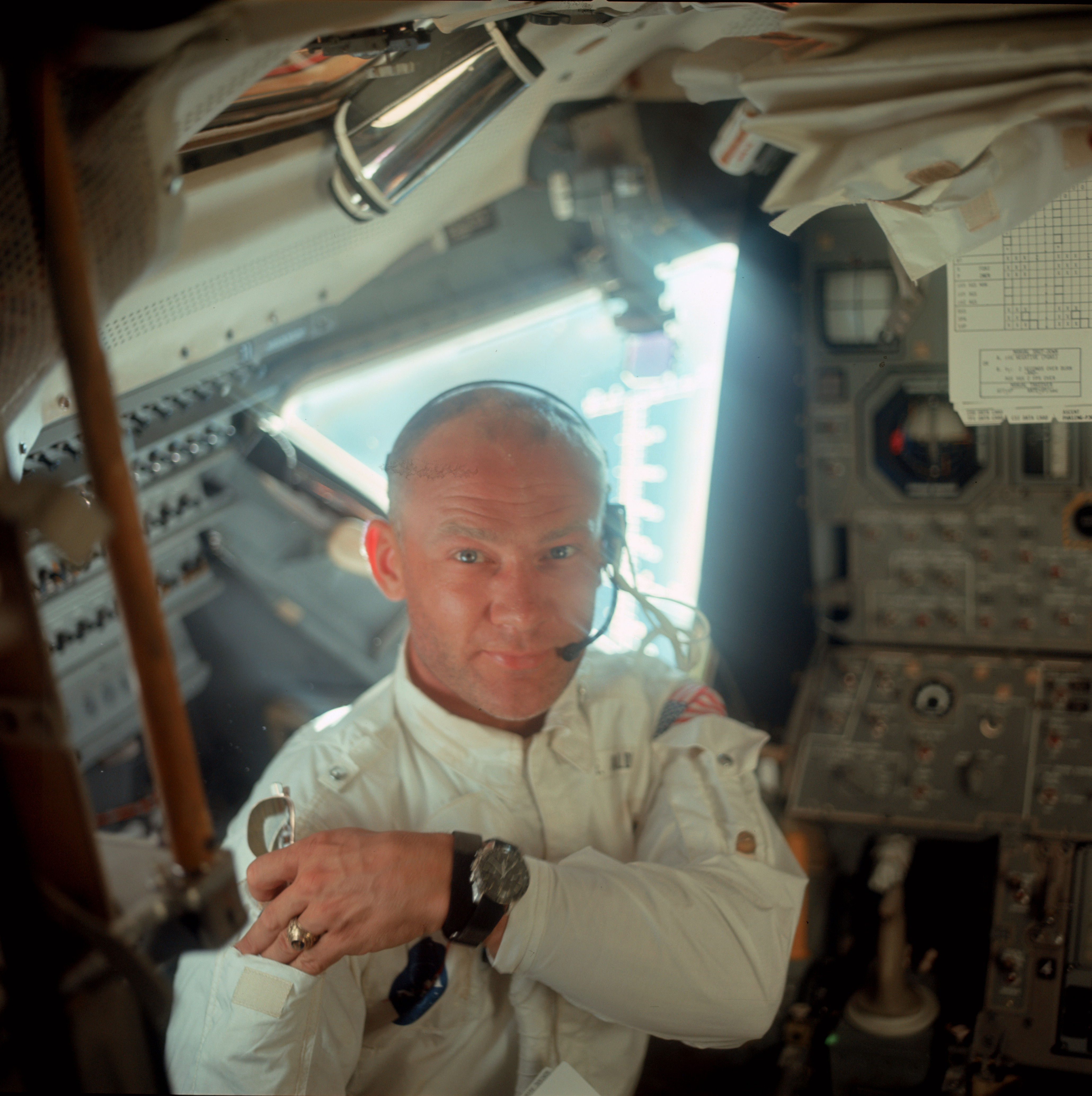

Les États-Unis ont demandé à l'une de leur agence, la NASA, de définir un “temps lunaire coordonné” (LTC.).

## Contraintes techniques
Sur la lune, les horloges avancent plus vite de 58 microsecondes par 24 heures (soit un ratio environ 1,472 par milliards) De ce fait elle a un impact sur la synchronisation des flux de communications rapides de l'agence spatiale européenne,,.